# Zolotkovîci, Mostîska
Zolotkovîci (în ucraineană Золотковичі) este localitatea de reședință a comunei Zolotkovîci din raionul Mostîska, regiunea Liov, Ucraina.

## Demografie
Componența lingvistică a localității Zolotkovîci
     Ucraineană (99,82%)
Conform recensământului din 2001, majoritatea populației localității Zolotkovîci era vorbitoare de ucraineană (99,82%), existând în minoritate și vorbitori de alte limbi.